# Allognosta crassa
Allognosta crassa är en tvåvingeart som beskrevs av Meijere 1914. Allognosta crassa ingår i släktet Allognosta och familjen vapenflugor. Inga underarter finns listade i Catalogue of Life.